# Ogulnia malaisei
Ogulnia malaisei är en stekelart som beskrevs av Heinrich 1965. Ogulnia malaisei ingår i släktet Ogulnia och familjen brokparasitsteklar. Inga underarter finns listade i Catalogue of Life.